# Ernemont-la-Villette

Ernemont-la-Villette este o comună în departamentul Seine-Maritime, Franța. În 1 ianuarie 2022 avea o populație de 210 de locuitori.